# 湳山戲院
湳山戲院，鄰近信義商圈、緊鄰通化街夜市，最初為首輪電影，逐漸轉型成知名的二輪戲院，甚至曾被譽「全台十大二輪戲院」之一，但已於2023年歇業，建築仍在。

## 沿革

### 從首輪到二輪電影院
開始營運的確切時間已難以考證，但初期名稱為「大興戲院」，這個時期只有一個放映廳。隨後在1973年改名為「天寶戲院」，並擴建為兩個放映廳。大約在1990年左右，再度改名為「南山」，同時擴建為四個放映廳，至此一直保持為首輪戲院。
於1999年，經歷多次易主後，最終改為現名「湳山戲院」。新經營者投入大量資金進行整修，並引進進口設備，將戲院由首輪轉型為二輪電影院，試圖尋找生存之道。湳山戲院的經營策略是提供觀影品質優越、且票價相對較為實惠的選擇，以吸引消費力有限的受眾，例如學生和退休長者。
起初的票價為100元，可觀賞兩部新上映的強片。隨著物價上揚，票價逐漸調整至每張全票150或160元。 同時湳山戲院不實行場次清場，觀眾可以自由選擇觀賞四個放映廳中的任何一部影片，甚至可以出場後再次進場。另外湳山戲院開放外食，這使得許多人不僅可在觀影中間去附近的餐廳用餐，甚至會在鄰近的通化街夜市購物後直接帶進戲院享受電影，種種規定使得一張票可以讓觀眾無拘束地享受一整天。
此外，湳山戲院的影片選擇相當多元，包括商業強片和小眾電影，這也是其獨特之處。

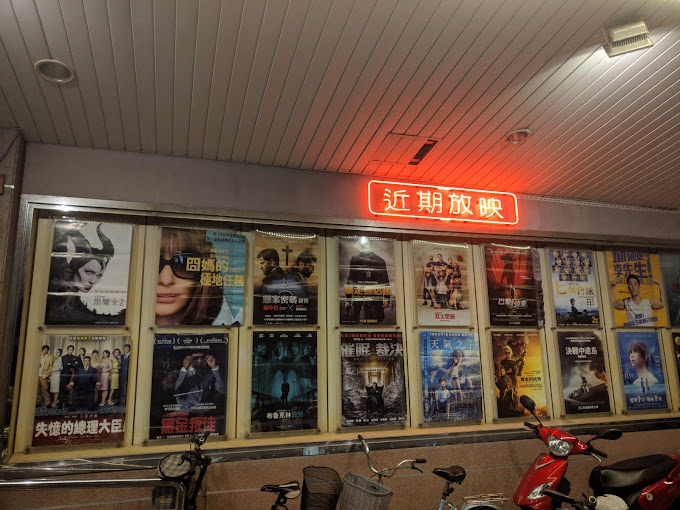
湳山戲院近期放印的佈告欄

### 歇業
2022年12月3日於官方臉書宣布整修內部暫停營業，並於2023年2月21日登記歇業。

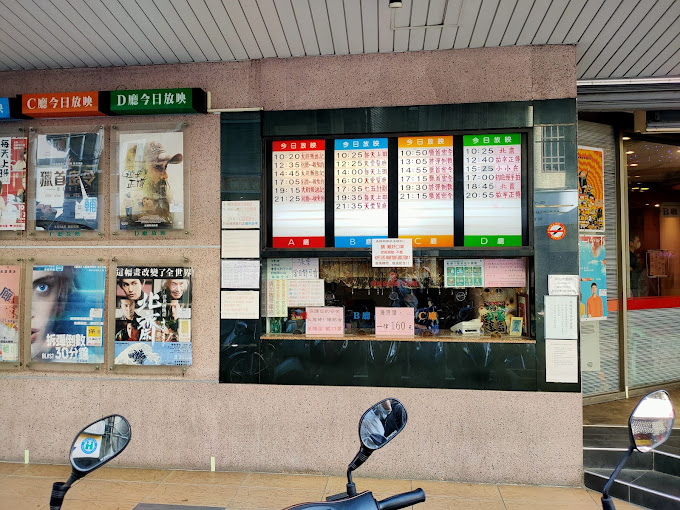
湳山戲院售票口

## 評價
湳山戲院不僅僅是連結當地商圈和戲友的戲院，同時也是臺北都會區居民找尋懷舊感和人情味的理想場所。這裡提供的不僅僅是電影，更是一個沒有被商業邏輯完全包裹的社交場所，以及一種相對緩慢的生活節奏。湳山戲院的獨特氛圍讓它成為一個觀影大客廳，吸引著想要一窺究竟、嚐鮮體驗，或者已經熟悉這片天地的觀眾。